# Juho Paasikivi
Juho Kusti Paasikivi (ur. 27 listopada 1870, zm. 14 grudnia 1956), właściwie Johann August Hellsten – polityk fiński, prezydent Finlandii w latach 1946–1956.
Absolwent prawa i historii Uniwersytetu w Sztokholmie, Uppsali i Lipsku, wykładowca prawa Uniwersytetu w Helsinkach, od 1907 był posłem do parlamentu, a rok później został ministrem finansów. Zrezygnował ze stanowiska w 1909 na znak protestu przeciwko rusyfikacji prowadzonej przez władze rosyjskie.
W 1918 na krótko objął urząd premiera niepodległego państwa fińskiego. 14 października 1920 podpisał w Tartu (Estonia) układ pokojowy z bolszewikami. Od 1936 był ambasadorem w Szwecji. Odwołany w październiku 1939 r., przewodził fińskiej delegacji prowadzącej negocjacje ze ZSRR. Ponownie stanął na czele fińskiej delegacji w marcu 1940 dla zakończenia agresji ZSRR na Finlandię  (wojny zimowej), a następnie został ambasadorem Finlandii w Moskwie. Zrezygnował z tej funkcji w marcu 1941. Po trzyletniej przerwie w działalności dyplomatycznej na wiosnę 1944 r. przewodził delegacji fińskiej prowadzącej negocjacje pokojowe z ZSRR dla zakończenia wojny kontyuacyjnej.
Od listopada 1944 r. do marca 1946 r. był premierem, a następnie objął urząd prezydenta, który sprawował do 1956.